# Lanxess Arena
Lanxess Arena (originalmente Kölnarena, alemão para Arena de Colônia) é uma arena em Colônia, Alemanha. Inaugurada em 1998, ela é conhecida como o lar do time de hóquei no gelo Kölner Haie. A arena possui capacidade para de 18.500 para jogos de hóquei no gelo, 19.500 para de handebol, e pode acomodar 20.000 pessoas em concertos, sendo a maior arena de hóquei no gelo fora da América do Norte.
A arena é usada principalmente pelo time de hóquei no gelo Kölner Haie, a equipe de handebol VfL Gummersbach, e o time de basquete Köln RheinStars, e como um local de concertos.
A arena é atravessada por um arco de aço que suporta o telhado através de cabos de aço. A altura do arco é 76 m (249 pés) e seu peso é de 480 toneladas.
Em 2 de junho de 2008, foi anunciado que a Kölnarena seria renomeada como Lanxess Arena, por um período de dez anos. O patrocinador, Lanxess AG, é um grupo especialista em produtos químicos especiais, com sede na Lanxess Tower em Deutz, Colônia.